# Phyllis Dare

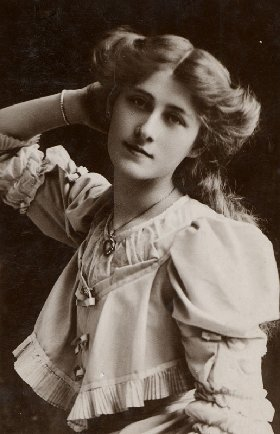
Phyllis Dare (1906)

Phyllis Dare, bürgerlich Phyllis Constance Haddie Dones (* 15. August 1890 in London; † 27. April 1975 in Brighton) war eine britische Schauspielerin und Musicaldarstellerin.
Sie galt als eine der populärsten Postkarten-Schönheiten der Edwardische Epoche. Ihr Schauspieldebüt gab sie bereits im Kindheitsalter, bekannt wurde sie 1906 in dem Musical The Belle of Mayfair. Sie spielte 20 Jahre lang auf verschiedenen Londoner Bühnen, u. a. am Gaiety Theatre in Peggy (1911) und in The Sunshine Girl (1912). Der Komponist Peter Alfred Rubens (1875–1917) verehrte sie und widmete ihr das Lied I Love The Moon. 1924 produzierte sie mit The Street Singer erstmals ein Musical selber. Ihr letztes Engagement hatte sie ab 1949 in Ivor Novellos Musical King's Rhapsody, in dem sie zwei Jahre gemeinsam mit ihrer Schwester Zena auftrat. Danach zog sie sich ins Privatleben zurück und verbrachte den Rest ihres Lebens in Brighton. Sie war nie verheiratet.

## Theater/Musical
- The Catch of the Season
- Cinderella
- The Belle of Mayfair
- The Dairymaids
- The Arcadians
- The Girl in the Train
- Peggy
- The Girl in the Train
- The Dancing Mistress
- The Girl from Utah
- Miss Hook of Holland
- The Lady of the Rose
- The Street Singer
- Lido Lady

## Filmografie (Auszug)
- 1913: The Argentine Tango and Other Dances
- 1916: Dr. Wake's Patient
- 1923: The Common Law
- 1933: Crime on the Hill
- 1936: Debt of Honour
- 1938: Marigold